# Claudius James Rich
Claudius James Rich (28. března 1787 – 5. října 1821) byl britský cestovatel a znalec starožitností.

## Život
Claudius James Rich se narodil poblíž Dijonu v „dobré rodině“, ale dětství prožil v Bristolu. Měl dar pro jazyky; rozuměl nejen latině, ale i řečtině, hebrejštině, turečtině a dalším východním jazykům.
V roce 1803 se stal žákem v firmě v Indii. Následujícího roku se přesunul do Konstantinopolu, kde nějaký čas zůstal a zlepšil se zde v turečtině.
V Alexandrii se stal asistentem britského generálního konzula, věnoval se arabštině a jejím různým dialektům a dokonale ovládl východní způsoby a zvyklosti.
Když odešel z Egypta, cestoval v přestrojení za Mamluka do Perského zálivu a navštívil Damašek, kde se i přes zákaz dostal do velké mešity. V Bombaji, které dosáhl v září 1807, byl hostem sira Jamese Mackintoshe, s jehož nejstarší dcerou Mary se téhož roku oženil a přesunul se i s ní do Babylonie.
Tam začal zkoumat geografii, historii a místní památky. Prozkoumal pozůstatky Babylonu.
V letech 1813 - 1814 strávil nějaký čas v Evropě a po návratu do Bagdadu se začal věnovat studiu zeměpisu Malé Asie a nasbíral informace v syrských a chaldejských klášterech ohledně Jezídů. Během tohoto období podnikl druhou výpravu do Babylonu a roku 1820 se vydal na rozsáhlou výpravu po chaldejských vesnicích v severní části dnešního Iráku spolu s al-Munshim al Baghdady – od severního Bagdádu do Sulaimaniji, směrem na východ do Sinny, potom na západ do Ninive a následně dolů po Tigridu zpět do Bagdádu. Popis této cesty, jež obsahoval první správné znalosti (z vědeckého pozorování) ohledně topografie a geografie regionu, po jeho smrti zveřejnila jeho manželka Mary v Londýně roku 1836 pod názvem Vyprávění o pobytu v Kurdistánu a na místě starodávného Nineve, atd.
Po dalších několika dalších výpravách byl jmenován do významného úřadu v Bombaji, ale během návštěvy Šírázu se nakazil cholerou, zatímco se sám snažil pomáhat nemocným.
Zemřel 5. října 1821 a byl pohřben v Jân Numâ, jedné z královských zahrad v Šírázu. V roce 1826 byly jeho pozůstatky exhumovány a přesunuty do arménské katedrály Jolfa v Isfahánu.
Jeho sbírky zakoupili správci Britského muzea. Skládaly se z devíti set svazků rukopisů v arabštině, perštině a turečtině a velkého počtu v chaldejštině a syrštině, k tomu obsahovaly jeho velkou sbírku mincí, řecké a orientální drahokamy a starožitnosti vykopané v Babylonu a Ninive.

## Dílo
- Memoir on the ruins of Babylon, 1815
- Narrative Of A Residence In Koordistan And On The Site Of Ancient Nineveh, 1815 ? - 2019
- Narrative of a Journey to the Site of Babylon in 1811: And Other Memoirs, 1811Narrative of a Residence in Koordistan, and on the Site of Ancient Nineveh: With Journal of a Voyage Down the Tigris to Bagdad and an Account of a Visit to Shirauz and Persepolis, Volume 2